# 真人間 (1938年の映画)
『真人間』（まにんげん、原題・英語: You and Me）は、1938年に製作・公開されたアメリカ合衆国の映画である。

## 概要
ノーマン・クラスナーの原案に基づきフリッツ・ラングが製作・監督、シルヴィア・シドニーとジョージ・ラフトが主演した。

## キャスト
- ヘレン：シルヴィア・シドニー
- ジョー：ジョージ・ラフト
- ジム：ロバート・カミングス
- ミッキー：バートン・マクレーン
- ジェローム・モリス：ハリー・ケリー

## スタッフ
- 監督/製作：フリッツ・ラング
- 原案：ノーマン・クラスナー
- 脚本：ヴァージニア・ヴァン・アップ
- 音楽監督：ボリス・モロス
- 音楽：クルト・ヴァイル
- 撮影：チャールズ・ラング
- 編集：ポール・ウェザワックス
- 美術：ハンス・ドライアー、エルンスト・フェグテ